# Cantaro (Gewichtseinheit)
Der Cantaro war eine im Mittelmeerraum verwendete Gewichtseinheit, die vom Qintār abgeleitet ist und etwa einem Zentner entsprach. Auch ein spanisches Weinmaß wurde so benannt. 
Der Cantaro piccolo, der kleine Zentner, wurde auch mit „Centenajo“ bezeichnet und hatte 100 Libbre. Der große Zentner war der Cantaro grosso oder Migliajo und hatte 1000 Libbre. Es gab auch noch Cantari mit 160 und 250 Libbre.

## Algier
Hier wurde in verschiedenen Cantari unterschieden. Kriterium war hier die zu wägende Ware.
- Kupfer, Messing, Wachs und Drogerieartikel
  - 1 Cantaro = 100 Rottoli = 54,05 Grammes
- Baumwolle, Mandeln
  - 1 Cantaro = 110 Rottoli = 59,455 Grammes
- Öl, Seife, Butter, Honig, Datteln
  - 1 Cantaro = 166 Rottoli = 89,723 Grammes
- Eisen, Blei, Schafwolle
  - 1 Cantaro = 150 Rottoli = 81,075 Grammes
- Flachs
  - 1 Cantaro = 200 Rottoli = 108,1 Grammes

## CaneaaufCandia
- 1 Cantaro = 44 Okas = 100 Rottoli = 56,161 Grammes

## Kirchenstaat
- 1 Cantaro piccolo/Centenajo = 4 Rubbia = 100 Libbre = 33,9156 Kilogramm
- 1 Cantaro grosso/Migliajo = 6 Rubbia = 1000 Libbre = 339,159 Kilogramm

## Konstantinopel
- 1 Cantaro = 44 Okas = 176 Tscherky/Cheky = 56,161 Grammes (wie in Canea)
- 1 Cantaro = 45 Okas = 180 Tscherky = 57,437 Grammes (2. Maß)

## Mallorca
- 1 Cantaro = 1 Quintal = 4 Arroben = 104 Rottoli = 41,603 Grammes

Im täglichen Gebrauch nutze man den Cantaro barbarasco:
- 1 Cantaro barbarasco = 100 Rottoli = 1200 Oncias = 42,03 Grammes
- 1 Last/Cargo = 3 Cantaro = 312 Rottoli

## Menorca
Hier gab es auch zwei verschiedene Cantari und zwar den Cantaro majorina und den Cantaro barbarasco:
- 1 Cantaro majorina = 104 Rottoli = 41,93 Grammes
- 1 Cantaro barbarasco = 100 Rottoli = 41,93 Grammes

## Palermo
- 1 Cantaro = 100 Rottoli = 3000 Once = 79,342 Kilogramm

Der Cantaro grosso war hier nicht mehr in Gebrauch:
- 1 Cantaro gosso = 100 Rottoli grosso = 87,276 Kilogramm[1]

## Sassari
In Sassari auf Sardinien war der Cantaro grosso der schwere Zentner und 2 Cantari grossi entsprachen 3 Cantari piccoli. Eine Schiffslast entsprach in Messina oder Palermo 25 Cantari und in Neapel 11. Hier galt allgemein:
- 1 Cantaro piccolo/Cantarello = 4 Rubbi = 104 Libbre[3]
- 1 Calpo = 10 Cantarello = 1040 Libbre
- 1 Peso = 5 Cantari = 30 Rubbia = 750 Libbre
- 1 Cantaro = 100 Rottoli = 150 Libbre[4]

## Smyrna
Mit 44 Okas wie in Konstantinopel und Candia und zusätzlich
- 1 Cantaro = 45 Okas = 100 Rottoli = 7 ½ Batmanns = 57,818 Grammes

## Walachei
In veränderter Schreibweise
- 1 Kantar = 44 Occa = 176 Littre = 56,726 Grammes